# Daisy Edgar-Jones
Daisy Jessica Edgar-Jones (* 24. května 1998 Islington, Londýn) je britská herečka. Proslavila se rolí Marianne v minisérii Normální lidi. Za ztvárnění této role byla nominována na Zlatý glóbus. V roce 2020 ji britská verze Vogue zařadila na seznam vlivných žen daného roku. Televizním divákům se dále představila v seriálech Šest v tom a War of the Worlds.

## Životopis
Narodila se v Islingtonu irské matce Wendy a skotskému otci Philipovi, který je ředitelem televizního kanálu Sky Arts a vedoucím zábavy ve Sky. Vyrůstala v Muswell Hill v Londýně. Když byla v páté třídě, tak si poprvé zahrála ve školní divadelní hře. Navštěvovala dívčí školu The Mount School, Woodhouse College a poté byla přijata do Národního divadla mládeže (National Youth Theatre). Studovala na Open University.
Ve svých sedmnácti letech se objevila ve vánočním speciálním díle seriálu Outnumbered. Poté byla obsazena do role Olivie Marsden v komediálním a dramatickém seriálu Šest v tom. V roce 2018 se objevila jako Jessica Thompson v krimi seriálu Tichý svědek a v nezávislém celovečerním filmu Pond Life režiséra Billa Buckhursta. V roce 2019 ztvárnila vedlejší roli Delie Rawson v historickém seriálu Gentleman Jack.
V roce 2019 se objevila po boku Gabriela Byrne a Elizabeth McGovern v seriálu War of the Worlds. V květnu 2019 bylo oznámeno, že byla obsazena do hlavní role Marianne v seriálu Normální lidi. Seriál je adaptací stejnojmenného románu britské spisovatelky Sally Rooney, roli jejího partnera Connella ztvárnil Paul Mescal. Za roli Marianne získala nominaci na řadu cen, mimo jiné na Zlatý glóbus nebo Critics' Choice Television Award.
V únoru 2020 se objevila na divadelních prknech v inscenaci Albion. Inscenace byla v srpnu téhož natočena a záznam se vysílal na BBC. Bylo oznámeno, že se objeví v thrilleru Fresh a ve filmu Where the Crawdads Sing, filmové adaptaci knihy Kde zpívají raci od Delie Owens.

## Filmografie

### Film
| Rok  | Název            | Role   | Poznámky |
| ---- | ---------------- | ------ | -------- |
| 2018 | Pond Life        | Cassie |          |
| 2022 | Fresh            | Noy    |          |
| 2022 | Kde zpívají raci | Kya    |          |

### Televize
| Rok       | Název             | Role              | Poznámky              |
| --------- | ----------------- | ----------------- | --------------------- |
| 2016–2020 | Šest v tom        | Olivia Marsden    | Recurring role        |
| 2016      | Outnumbered       | Kate              | vánoční speciální díl |
| 2017      | Tichý svědek      | Jessica Thompson  | 2 díly                |
| 2019      | Gentleman Jack    | Delia Rawson      | 2 díly                |
| 2019      | War of the Worlds | Emily Gresham     | hlavní role           |
| 2020      | Normální lidi     | Marianne Sheridan | hlavní role           |
| 2020      | Albion            | Zara              | záznam divadelní hry  |

## Divadlo
| Rok  | Název                        | Role  | Poznámky                |
| ---- | ---------------------------- | ----- | ----------------------- |
| 2017 | The Reluctant Fundamentalist | April | Yard Theatre, Londýn    |
| 2020 | Albion                       | Zara  | Almeida Theatre, Londýn |

## Ocenění a nominace
| Rok  | Cena                              | Kategorie                                               | Nominovaná práce | Výsledek |
| ---- | --------------------------------- | ------------------------------------------------------- | ---------------- | -------- |
| 2020 | Gold Derby TV Awards              | Vycházející herecká hvězda                              | Normální lidi    | nominace |
| 2021 | Zlatý glóbus                      | Nejlepší ženský herecký výkon v minisérii nebo TV filmu | Normální lidi    | nominace |
| 2021 | Critics' Choice Television Awards | Nejlepší herečka v TV filmu nebo minisérii              | Normální lidi    | nominace |
| 2021 | AACTA International Awards        | Nejlepší herečka v seriálu                              | Normální lidi    | nominace |
| 2021 | Broadcasting Press Guild Awards   | Nejlepší herečka                                        | Normální lidi    | nominace |
| 2021 | RTS Programme Awards              | Nejlepší herečka                                        | Normální lidi    | nominace |